# Hiroshi Fushida
Hiroshi Fushida, född 10 mars 1946 i Kyoto, är en japansk racerförare.

## Racingkarriär
Fushida tävlade i formel 1 i en Maki-Ford i två lopp säsongen 1975. Han försökte kvalificera sig men misslyckades båda gångerna.